# Bazylika na Świętym Krzyżu
Bazylika mniejsza pw. Trójcy Świętej i sanktuarium Relikwii Drzewa Krzyża Świętego – kościół świętokrzyskiego opactwa i sanktuarium znajdujące się na Świętym Krzyżu (Łysej Górze) w Górach Świętokrzyskich, na terenie diecezji sandomierskiej w parafii Nowa Słupia. Święty Krzyż jest integralną częścią miasta Nowa Słupia. Najstarsze polskie sanktuarium, miejsce szczególnego kultu w wieku XV.

## Historia
Pierwszy kościół w stylu romańskim ufundowany między 1102–1138 przez Bolesława Krzywoustego. Początkowo świątynia była dedykowana Świętej Trójcy, ale od XIV wieku dodano wezwanie Świętego Krzyża po tym, gdy w 1306 książę Władysław Łokietek przekazał łysogórskim benedyktynom relikwie drzewa Krzyża Świętego (przechowywane od XVIII wieku w kaplicy Oleśnickich i wg legendy podarowane przez Emeryka, królewicza z Węgier).

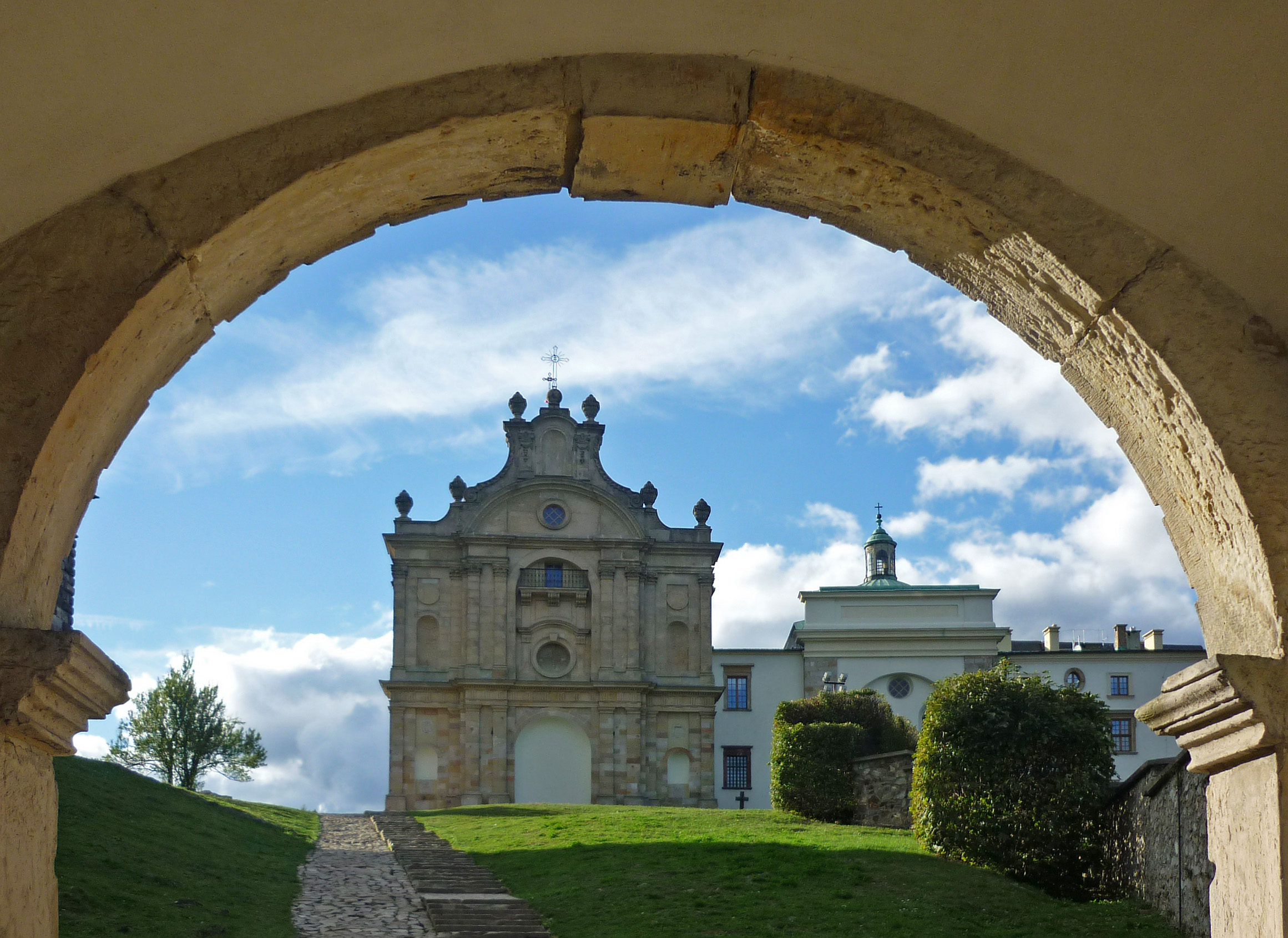

W połowie XV wieku opat Michał z Lipia przy finansowym wsparciu króla Kazimierza Jagiellończyka rozbudował romański kościół o gotyckie prezbiterium i zakrystię oraz o nową część od zachodu, a kardynał Zbigniew Oleśnicki sfinansował budowę nowego chóru, ołtarza głównego oraz nawy, które poświęcono 12 marca 1455 r.
W okresie panowania dynastii Jagiellonów, opactwo było najważniejszym sanktuarium religijnym w Królestwie Polskim. Siedmiokrotnie odwiedzał je Władysław Jagiełło (m.in. w drodze na koronację w Krakowie oraz w drodze pod Grunwald), dziesięciokrotnie przebywał w klasztorze król Kazimierz Jagiellończyk, sześciokrotnie król Zygmunt Stary, trzykrotnie król Zygmunt August.
W 1643 roku opat Stanisław Sierakowski rozpoczął przebudowę kościoła, dodając do fasady gotyckiego korpusu dwie barokowe wieże, wczesnobarokową kamieniarkę odrzwi i okien o wysokim poziomie artystycznym i od południa kaplicę Matki Boskiej Bolesnej. W 1655 roku, na początku „potopu szwedzkiego”, kościół złupili Szwedzi, którzy wymordowali część zakonników. Dnia 22 marca 1661 roku, jak podawała najstarsza polska gazeta „Merkuriusz Polski Ordynaryjny”, król polski Jan II Kazimierz Waza wraz z małżonką oraz dworem zmierzając do Warszawy wstąpił do sanktuarium.
W październiku 1777 roku gotycko-barokowy kościół i klasztor spłonęły w pożarze. Wkrótce przystąpiono do budowy trzeciego kościoła w stylu barokowo-klasycystycznym. Świątynię wybudowaną w latach 1781–1789 konsekrowano w 1806 r.
W 1819 roku na mocy bulli Piusa VII klasztor skasowano. Posługę pełnili tu jeszcze przez pewien czas benedyktyni, a następnie kler diecezjalny. W latach 1852–1865 mieścił się tu dom poprawczy dla tzw. księży zdrożnych. W 1914 roku Austriacy wysadzili wieżę kościelną. Od 1936 świątynia stała się kościołem klasztornym misjonarzy oblatów Maryi Niepokalanej.
16 czerwca 2013 sanktuarium podniesiono do godności bazyliki mniejszej. W 2014 roku ukończono rekonstrukcję kościelnej wieży według projektu autorstwa architekta Władysława Markulisa. 15 lipca 2015 odbudowana wieża została nakryta barokowym hełmem wykonanym z drewna i pokrytym blachą miedzianą.

## Architektura
Obecna późnobarokowa świątynia została zbudowana w latach 1781–1789 wg projektu Józefa Karsznickiego w miejscu dwóch wcześniejszych kościołów. W 1914 roku Austriacy zburzyli wieżę, którą zrekonstruowano w 2014 roku. W niszach znajdują się rzeźby z XVII wieku, pochodzące prawdopodobnie z wcześniejszego kościoła. Wnętrze kościoła ma charakter klasycystyczny:
- ołtarz główny w stylu klasycystycznym z obrazem św. Trójcy pędzla Franciszka Smuglewicza (1745–1807)
- obrazy Franciszka Smuglewicza (św. Józefa, św. Emeryka, św. Scholastyka ze św. Benedyktem)
- płyta nagrobna sekretarza królewskiego i opata Michała Maliszewskiego
- portal z marmuru
- stalle z XVIII w.
- zakrystia ze sklepieniem kolebkowo-krzyżowym i polichromią ze scenami z życia św. Benedykta; meble w niej są intarsjowane i zostały ufundowane przez opata Karskiego w 1777 roku
- wieża – zbudowana z piaskowca, pierwsze 17 m wysokości pochodzi z okresu budowy kościoła, w 1914 roku miedziane poszycie wieży zostało skradzione przez wycofujące się wojska austriackie, a sama wieża – z uwagi na jej znaczenie jako punkt obserwacyjny – wysadzona przez nie w powietrze; w latach 2013–2014 zniszczone 13 m wieży odbudowano, 15 lipca 2015 trzydziestometrową metrową wieżę przykryto piętnastometrowym hełmem przez co jej wysokość osiągnęła 45 m; z wieży w słoneczne dni widać Tatry

Do bazyliki przylega Kaplica Oleśnickich (zwana także Kaplicą Relikwii Krzyża Świętego) powstała w latach 1614–1620 z funduszy Mikołaja Oleśnickiego. Znajdują się w niej od 1723 roku relikwie Krzyża Świętego.
Bazylika i cały kompleks opactwa wpisana jest do rejestru zabytków nieruchomych (nr rej.: A.440/1–4 z 24.03.1947 i z 23.06.1967).

## Odpusty
W sanktuarium obchodzi się uroczyście dwa odpusty:
- odpust Podwyższenia Krzyża Świętego (14 września)
- odpust Najdroższej Krwi Pana Jezusa (pierwsza niedziela lipca)

## Galeria

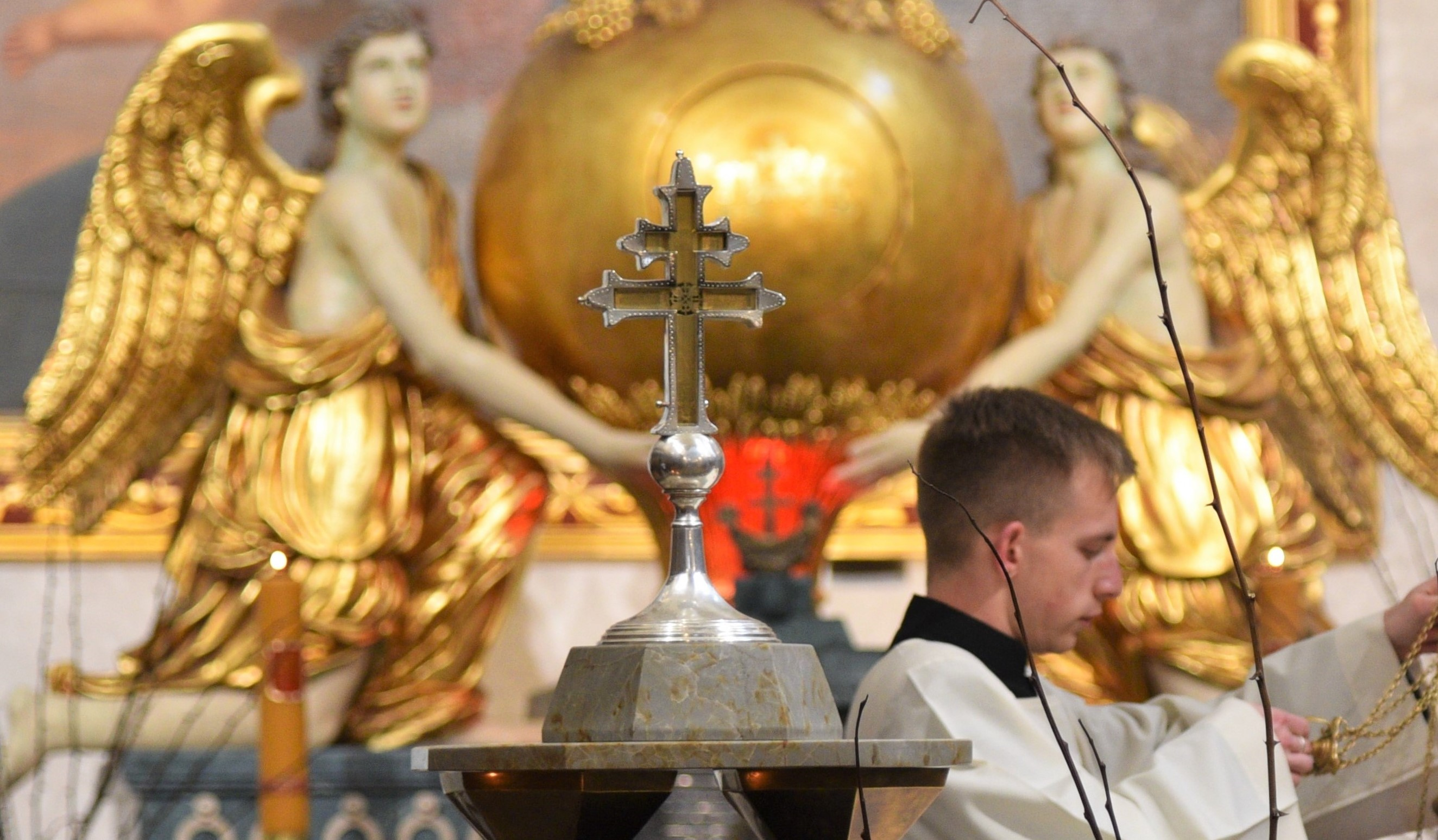
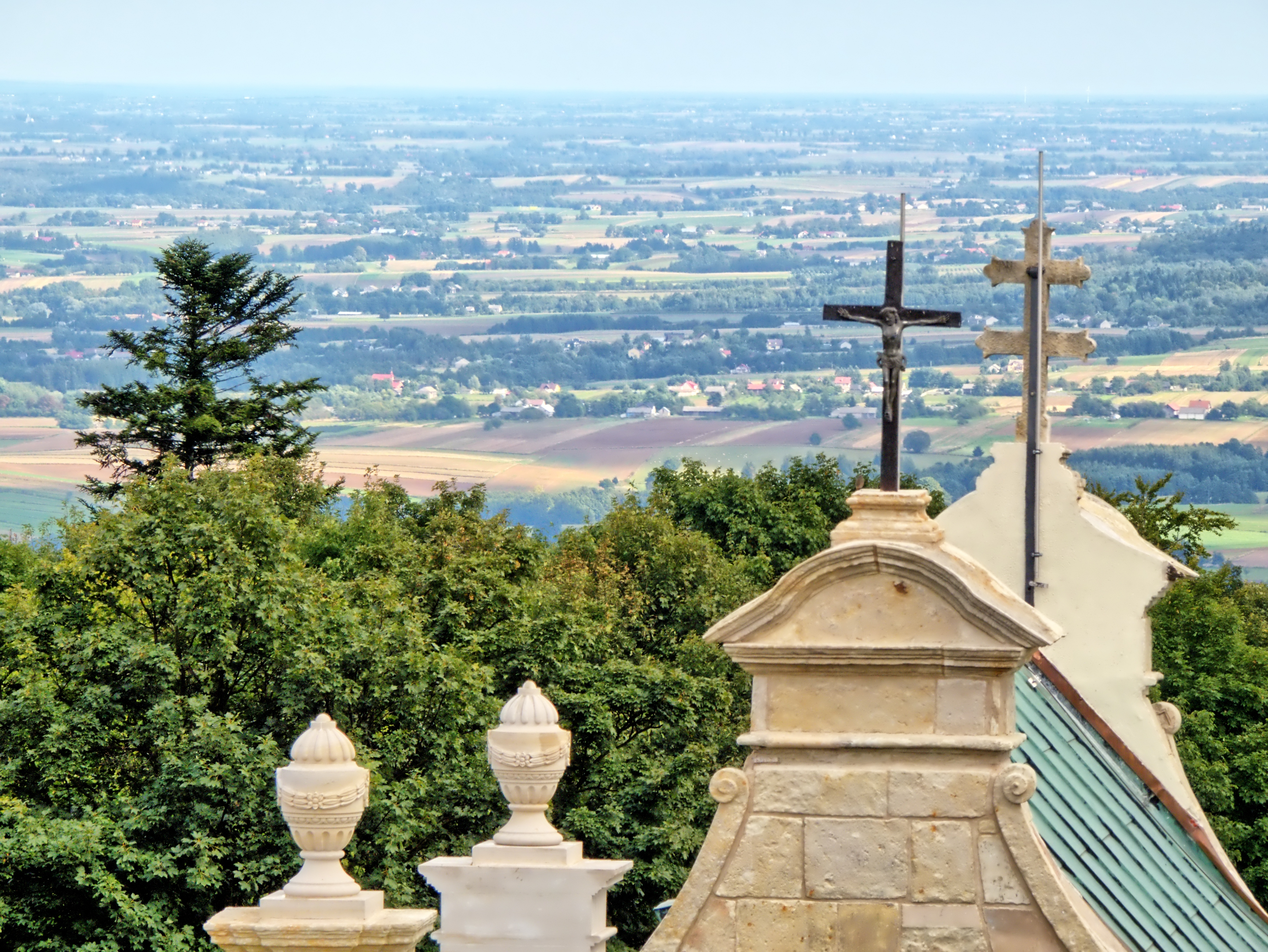
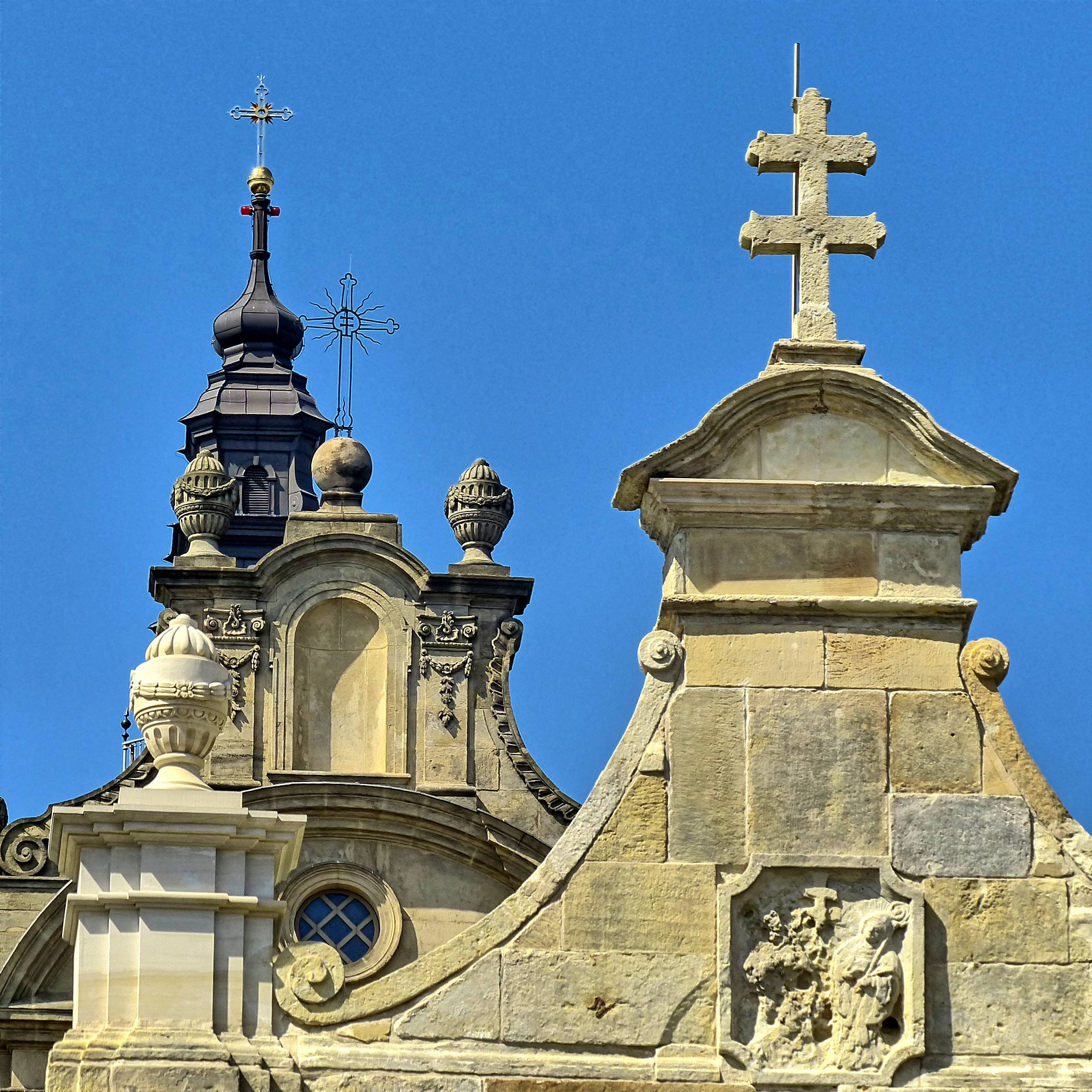
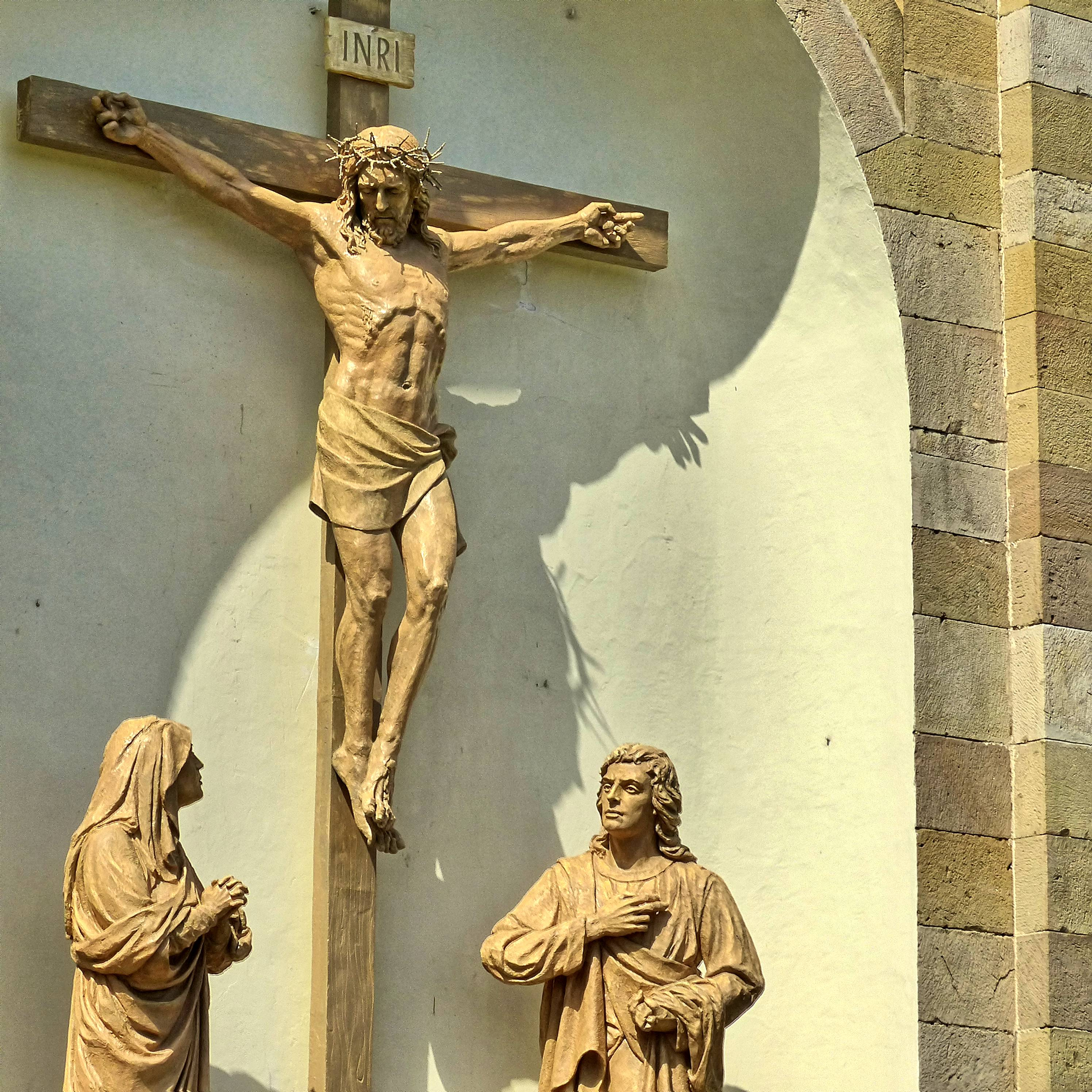
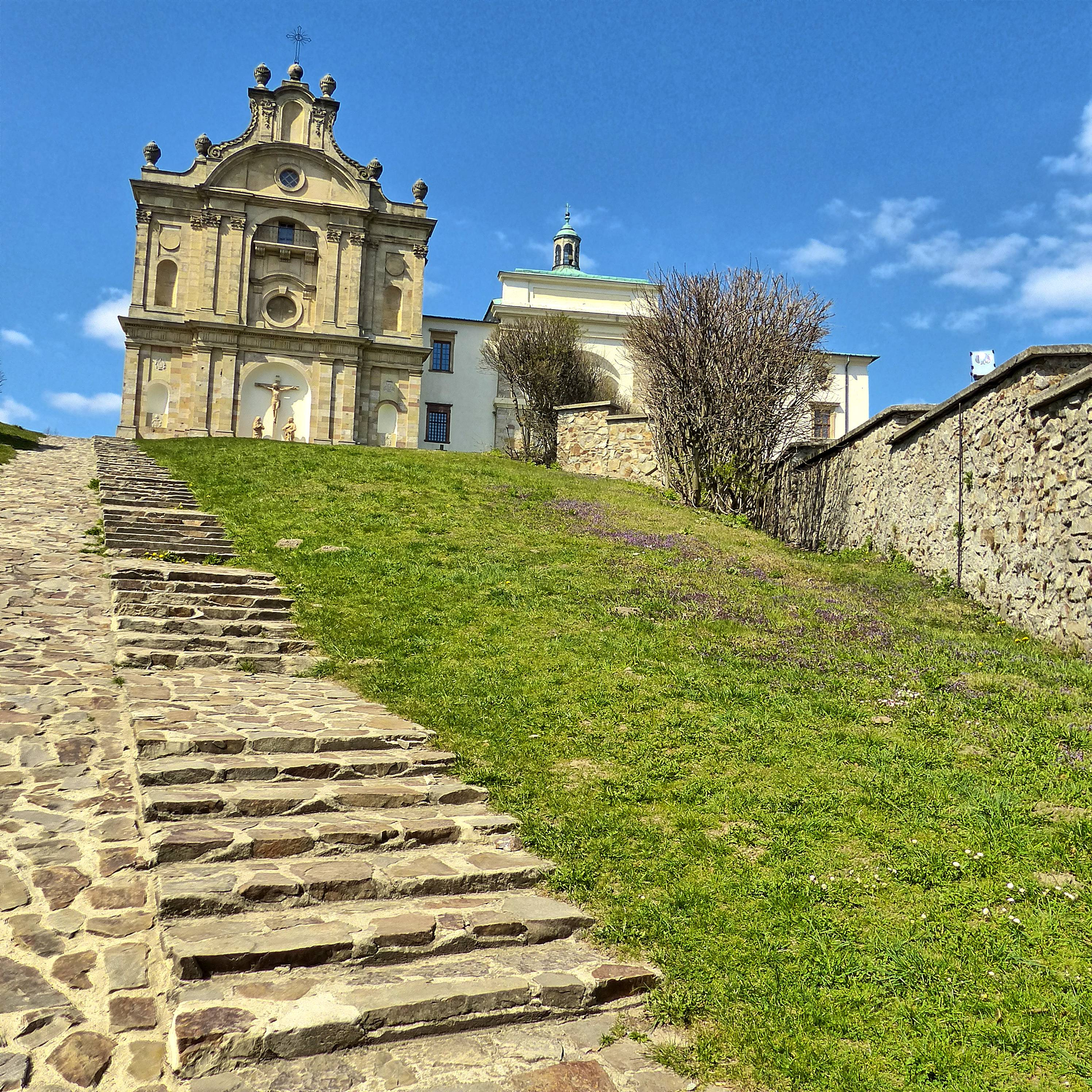
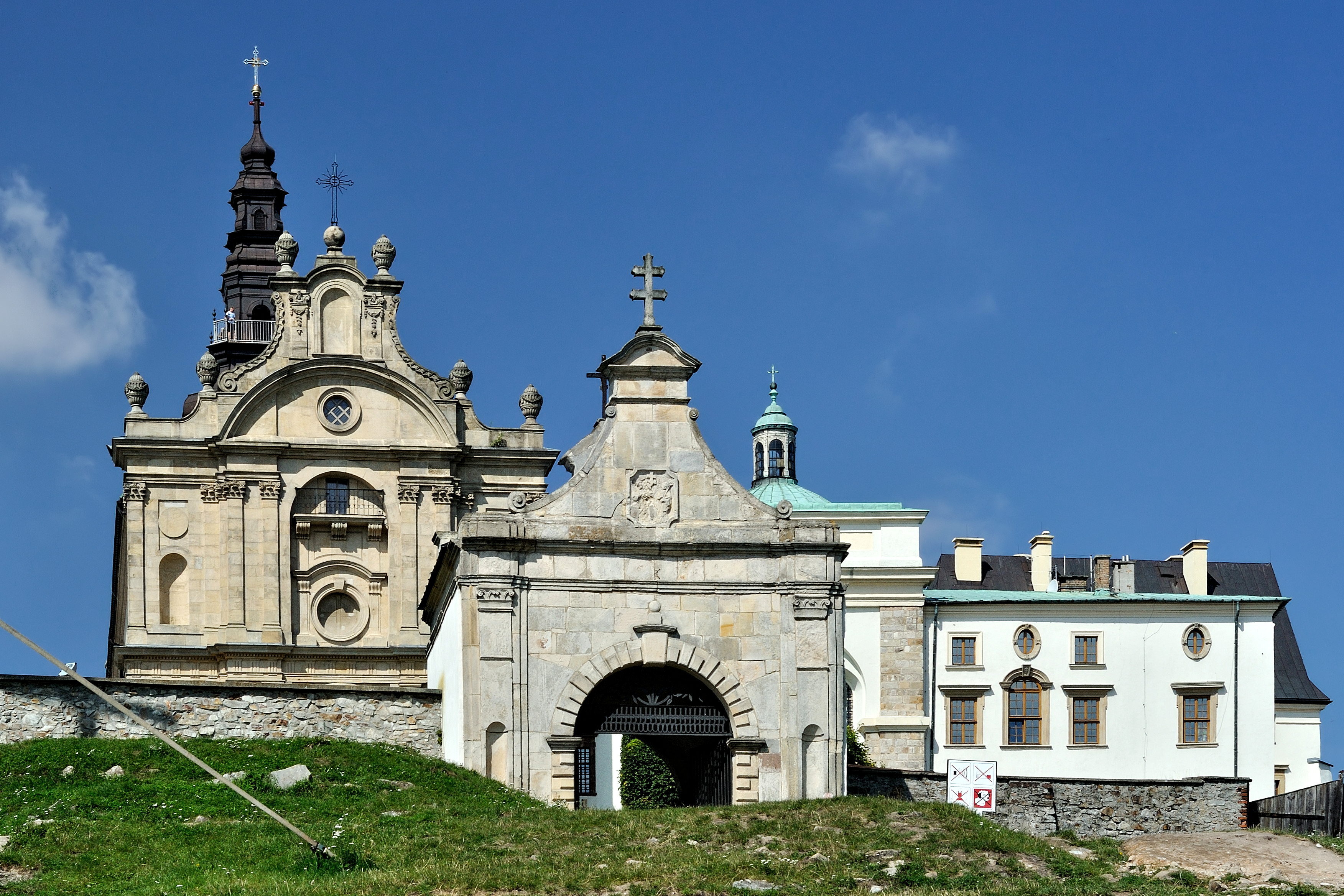
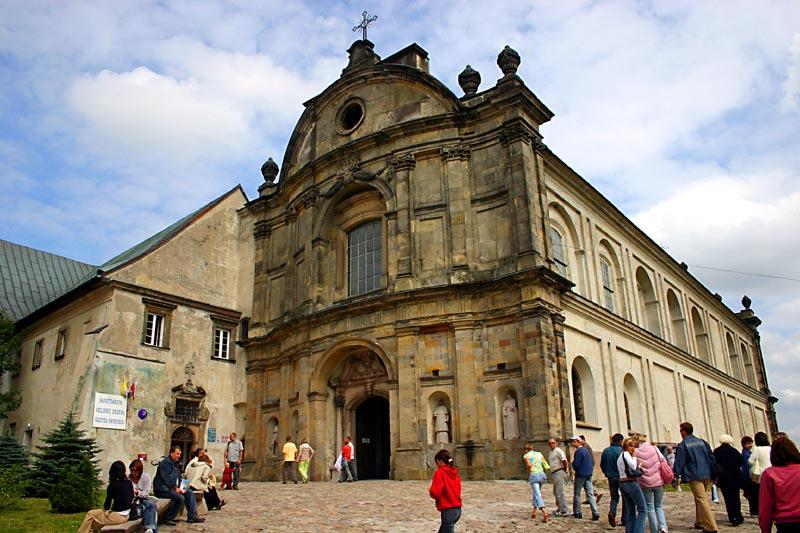
Bazylika przed odbudową wieży
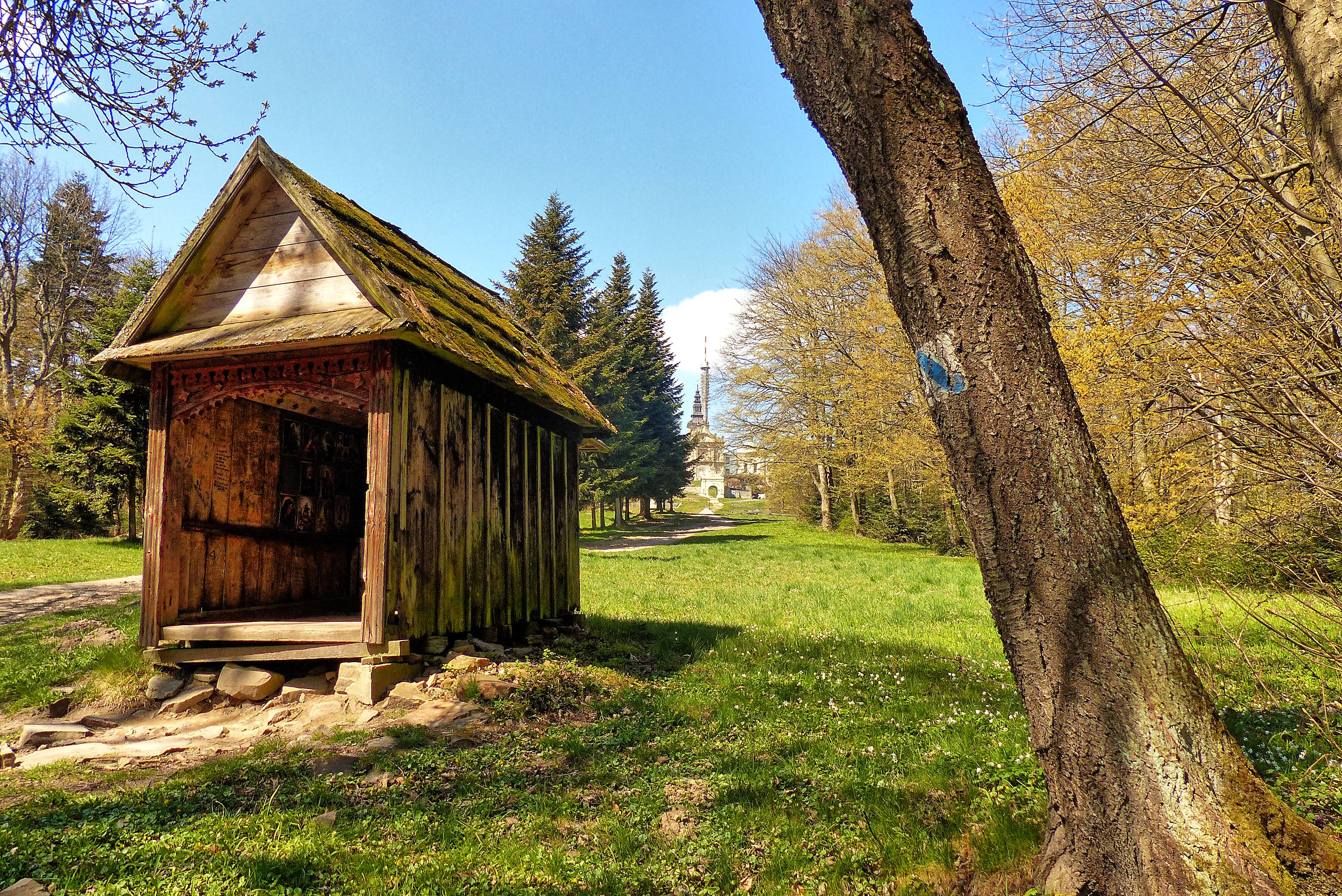
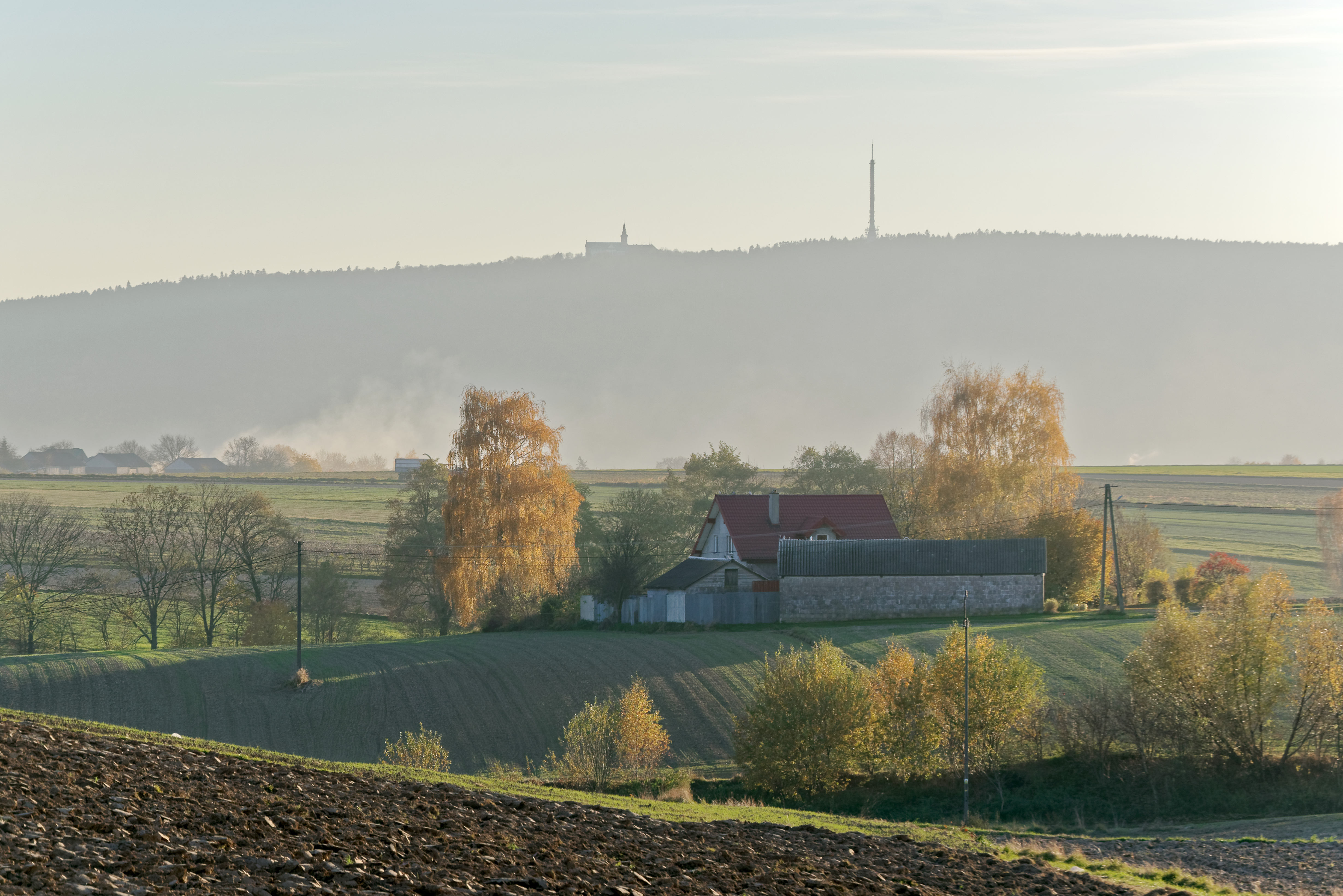
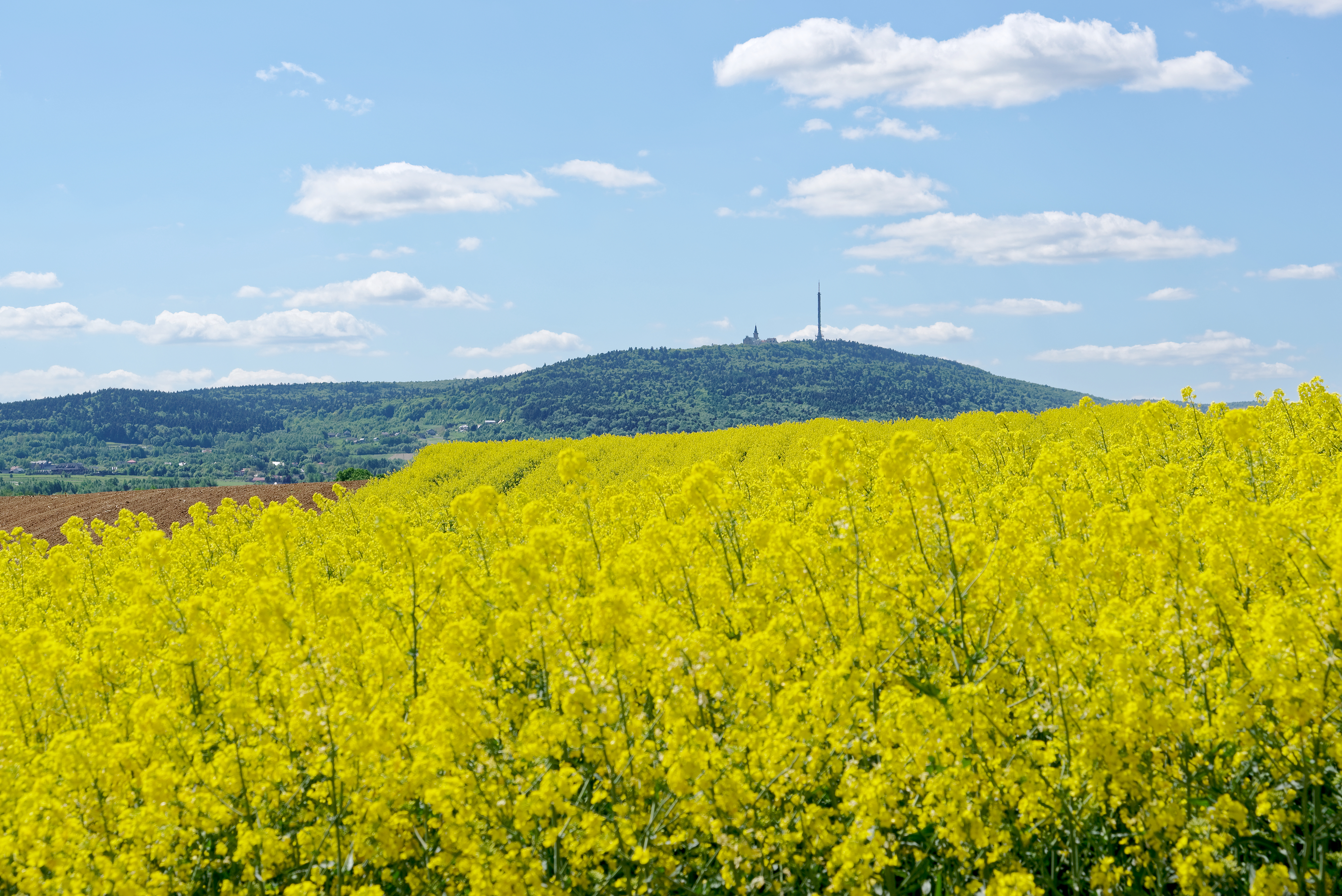
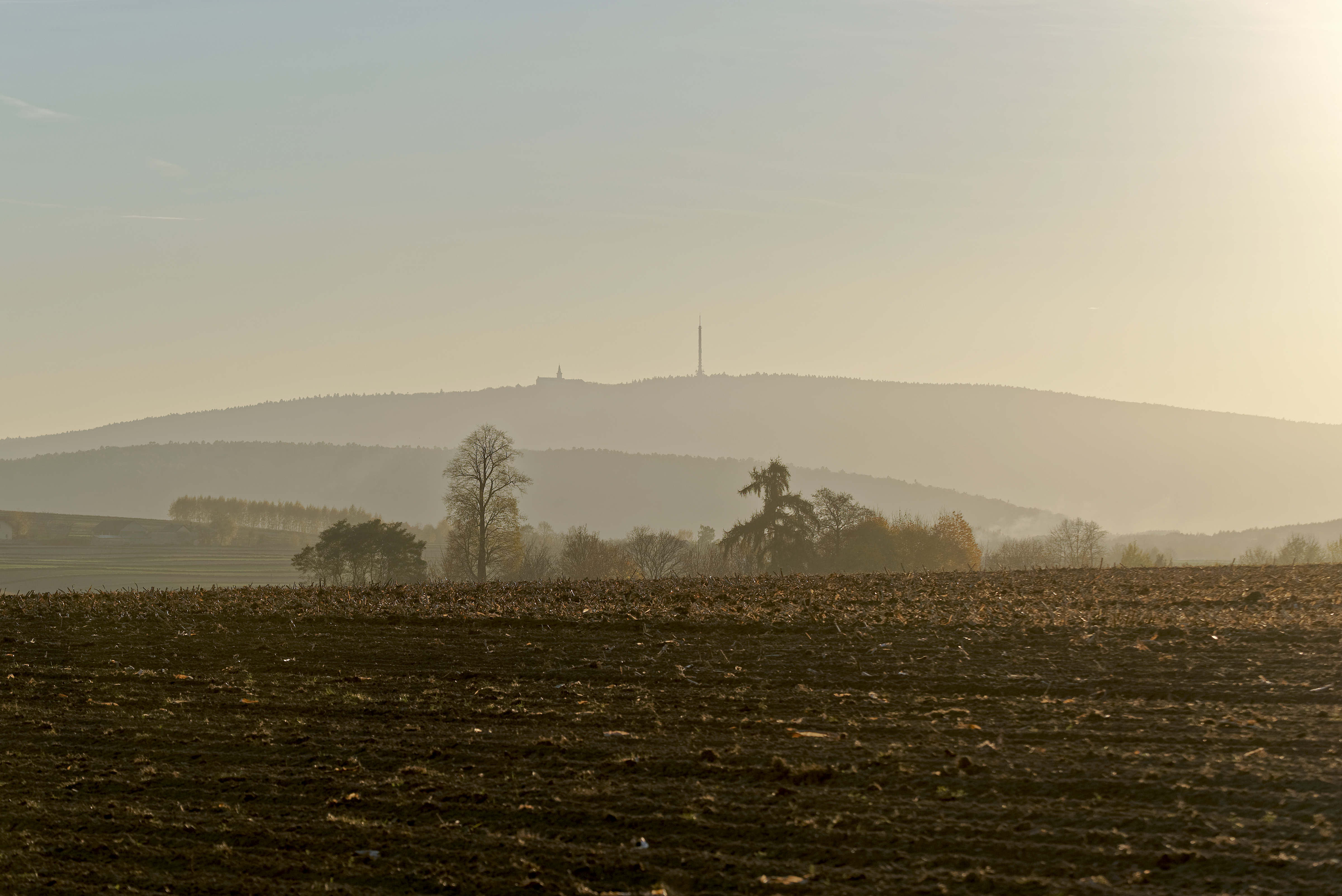
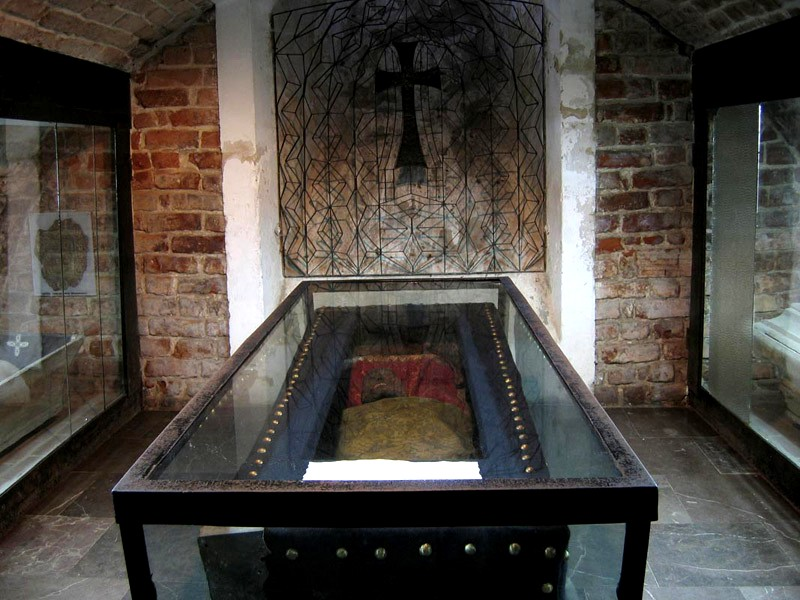
Krypta grobowa kaplicy Oleśnickich – domniemane zwłoki księcia Jeremiego Wiśniowieckiego
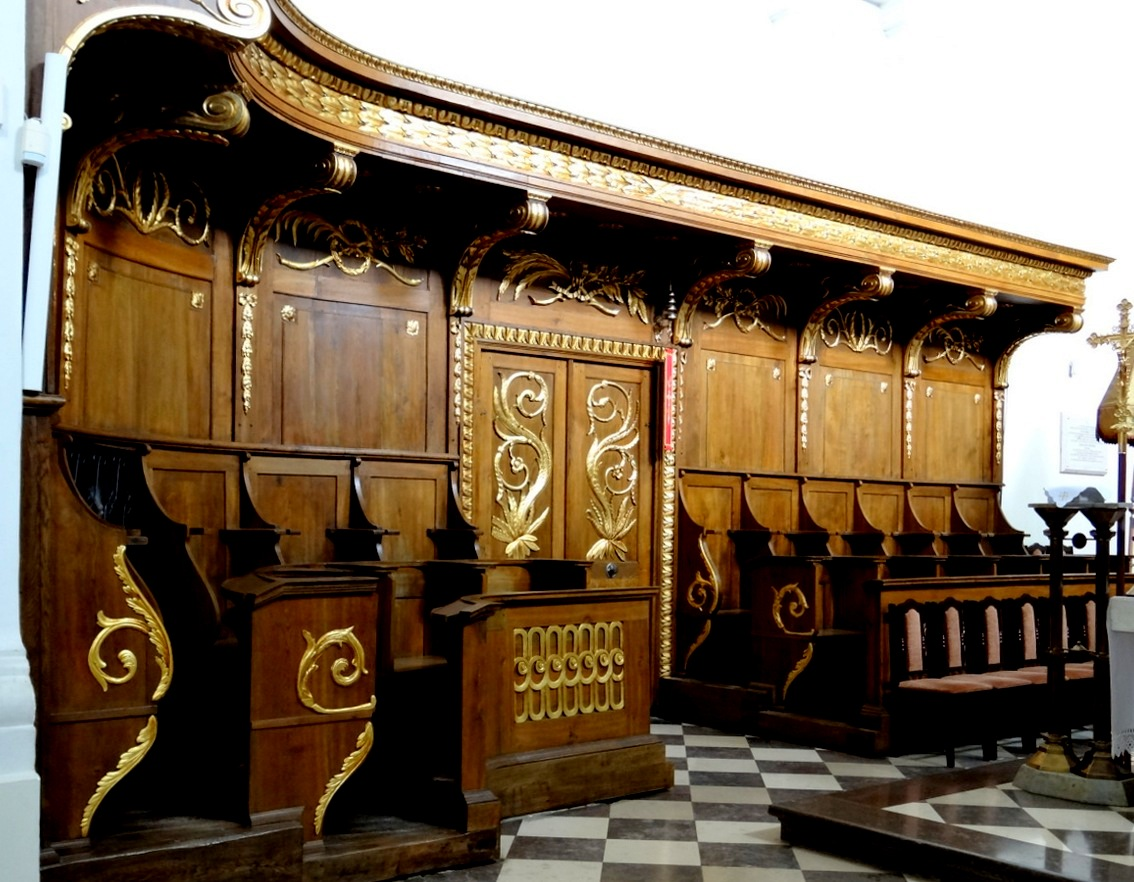
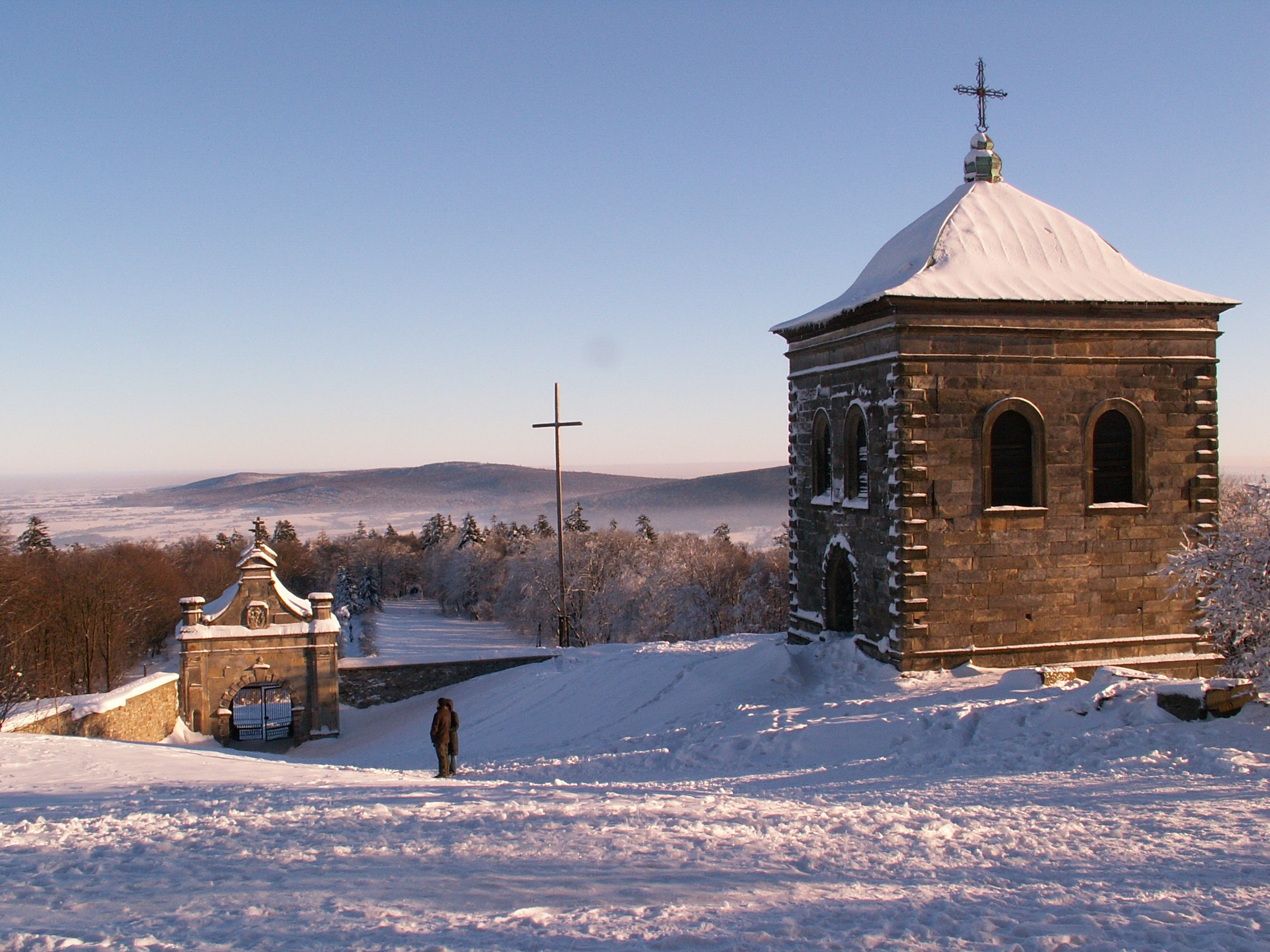
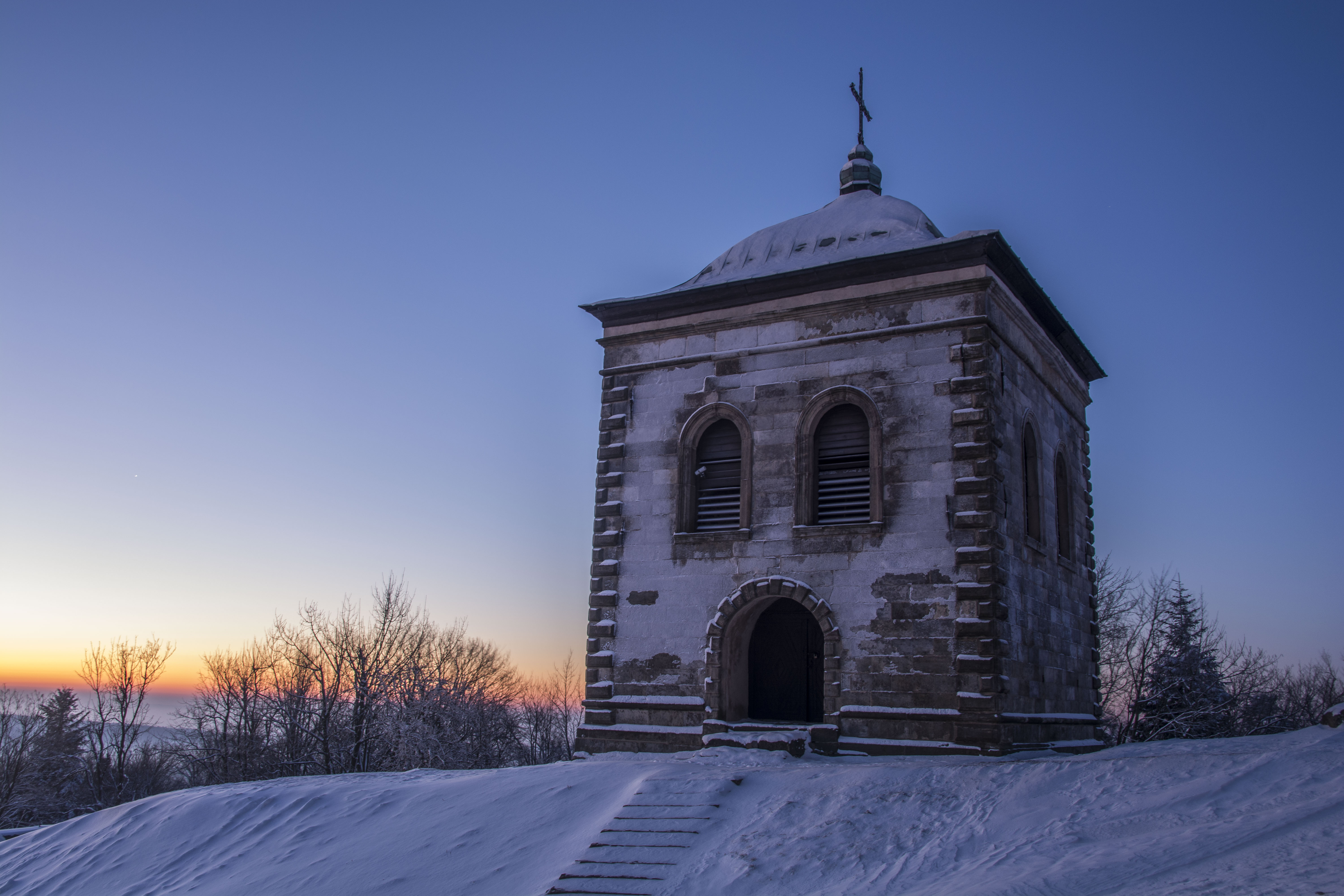
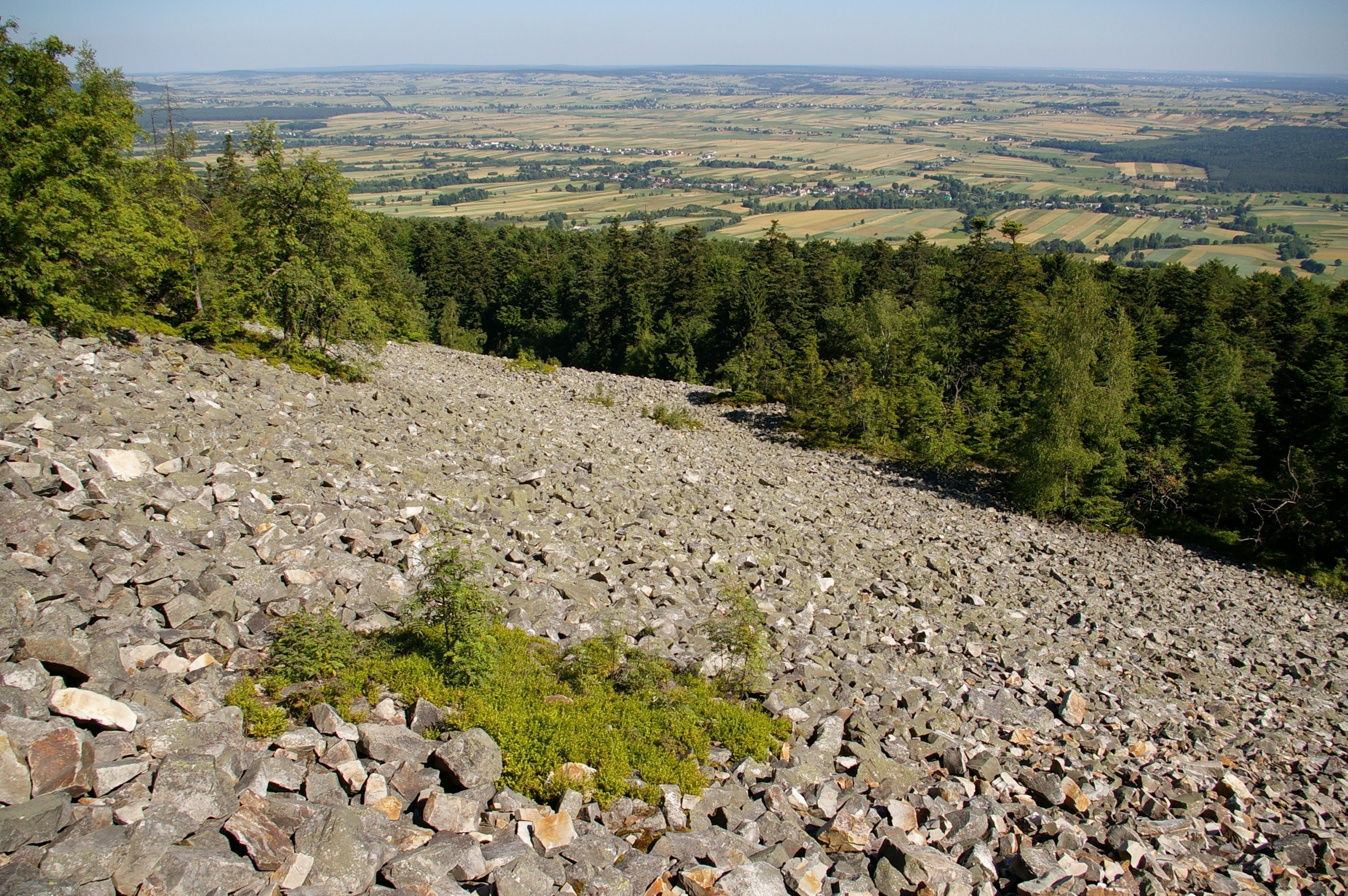
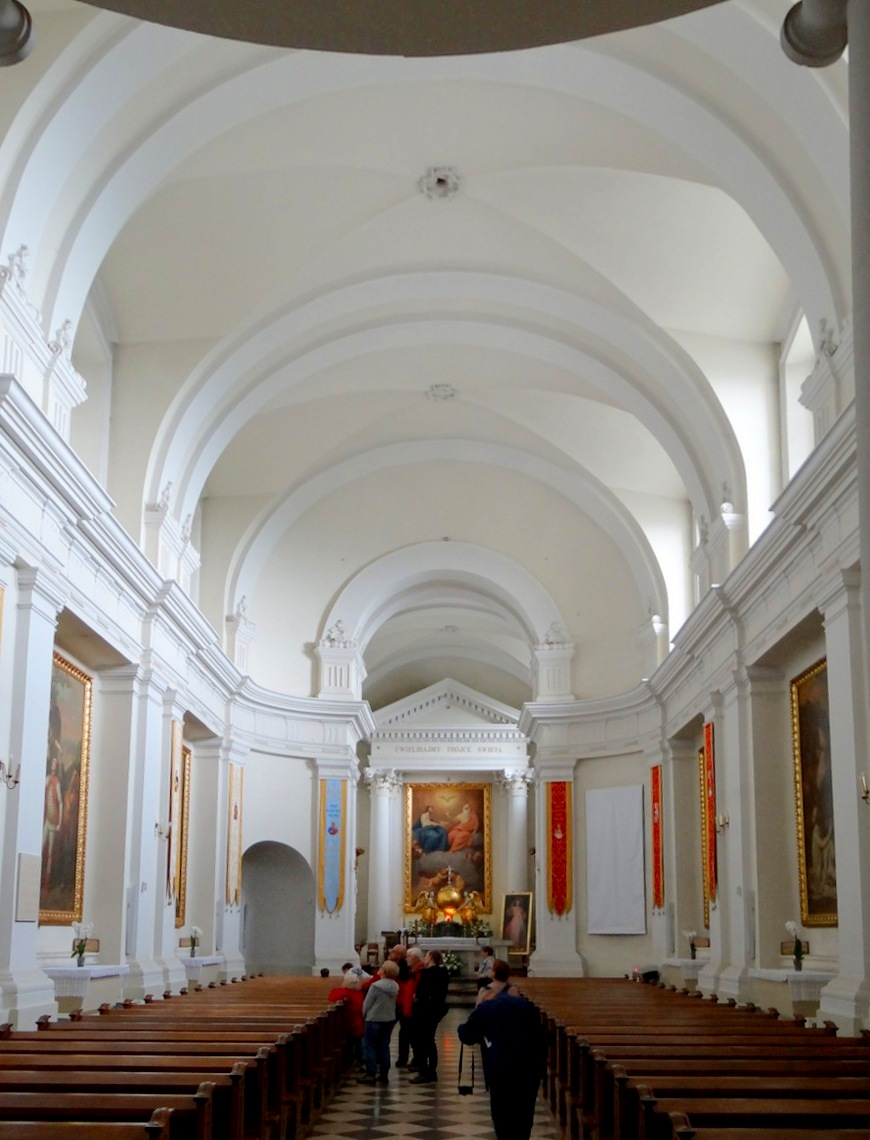
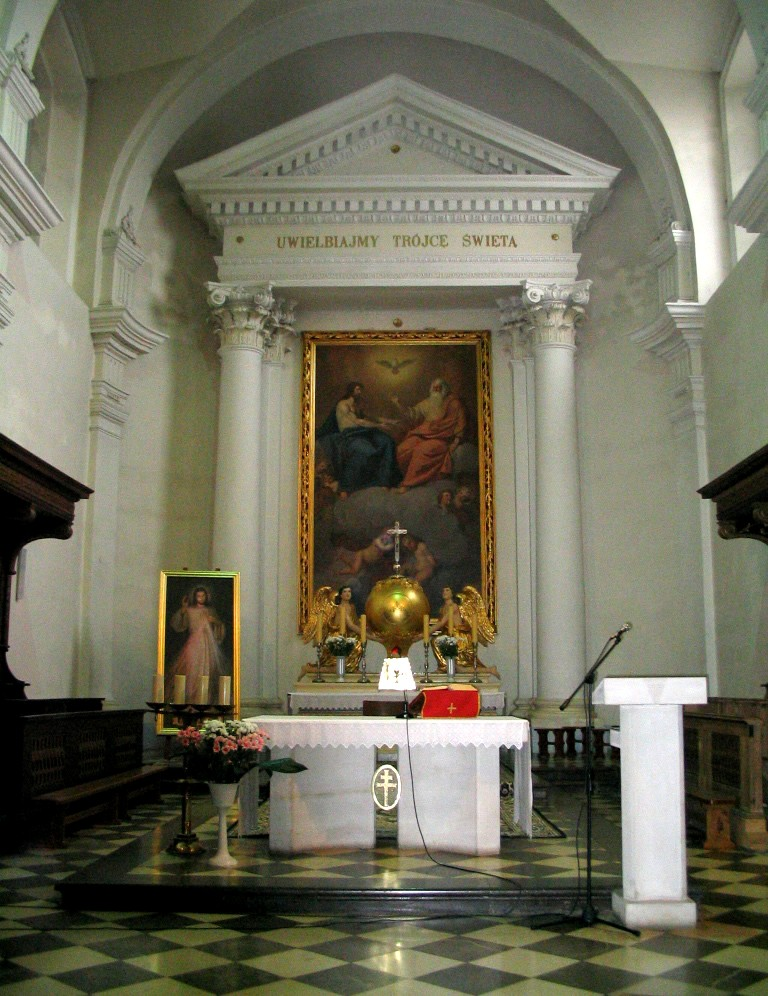
Ołtarz główny
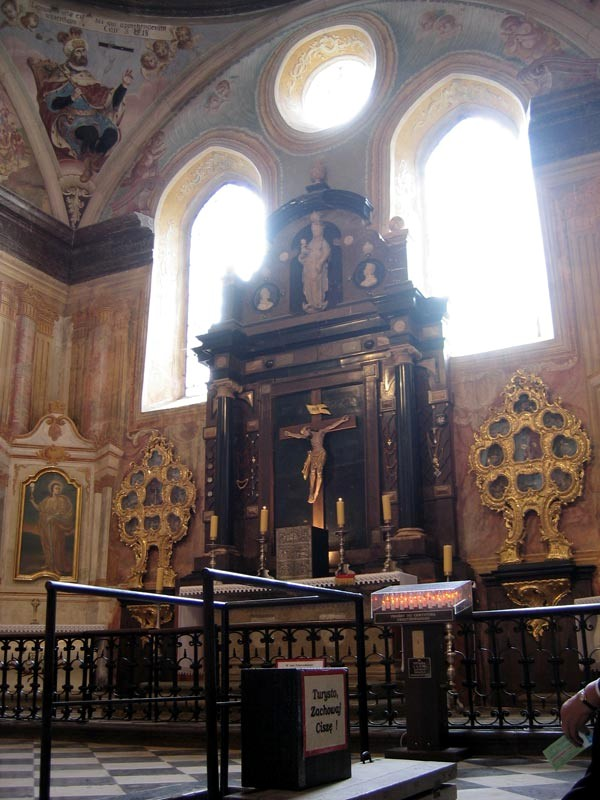
Kaplica Oleśnickich
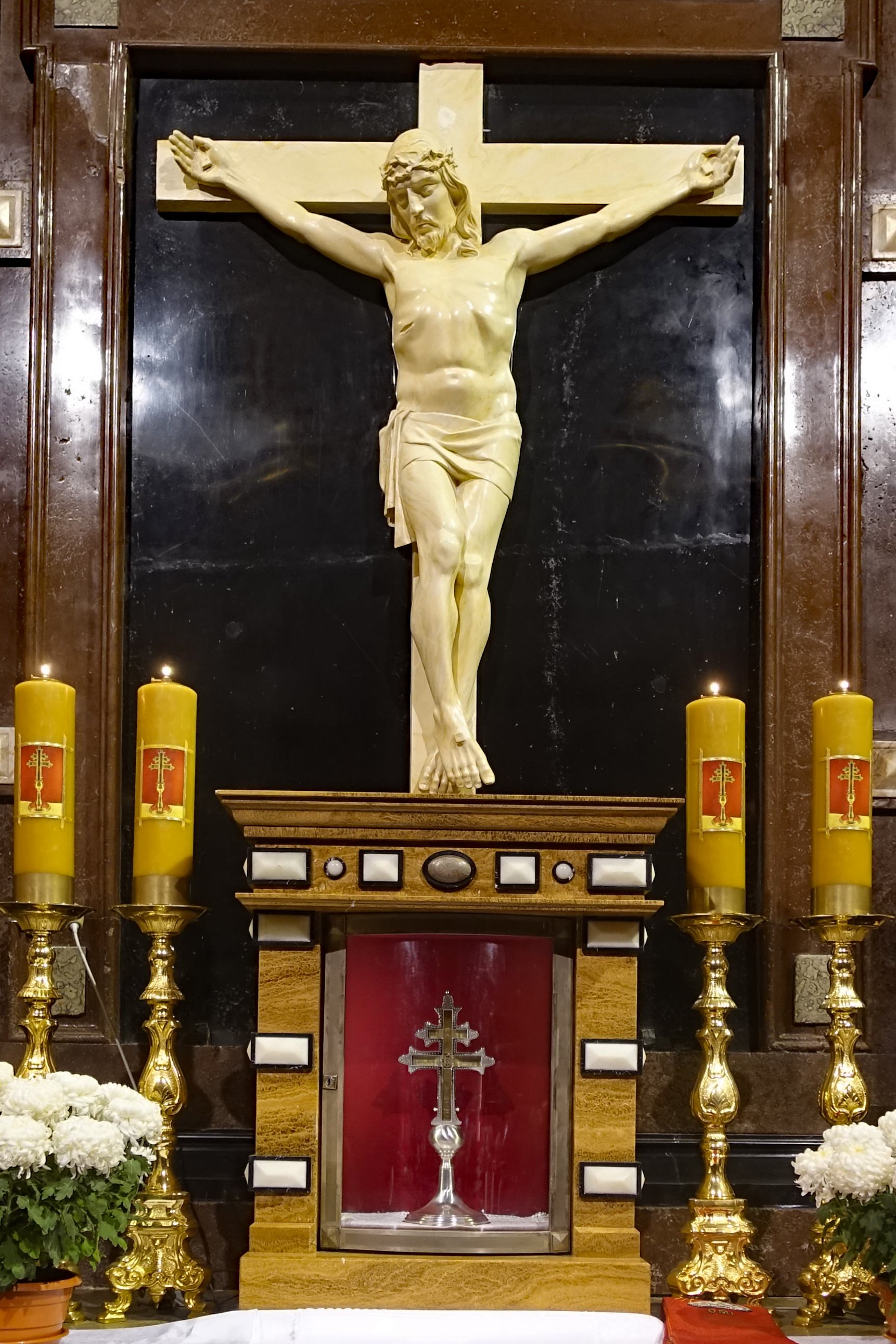
Relikwiarz Krzyża Świętego w Kaplicy Oleśnickich
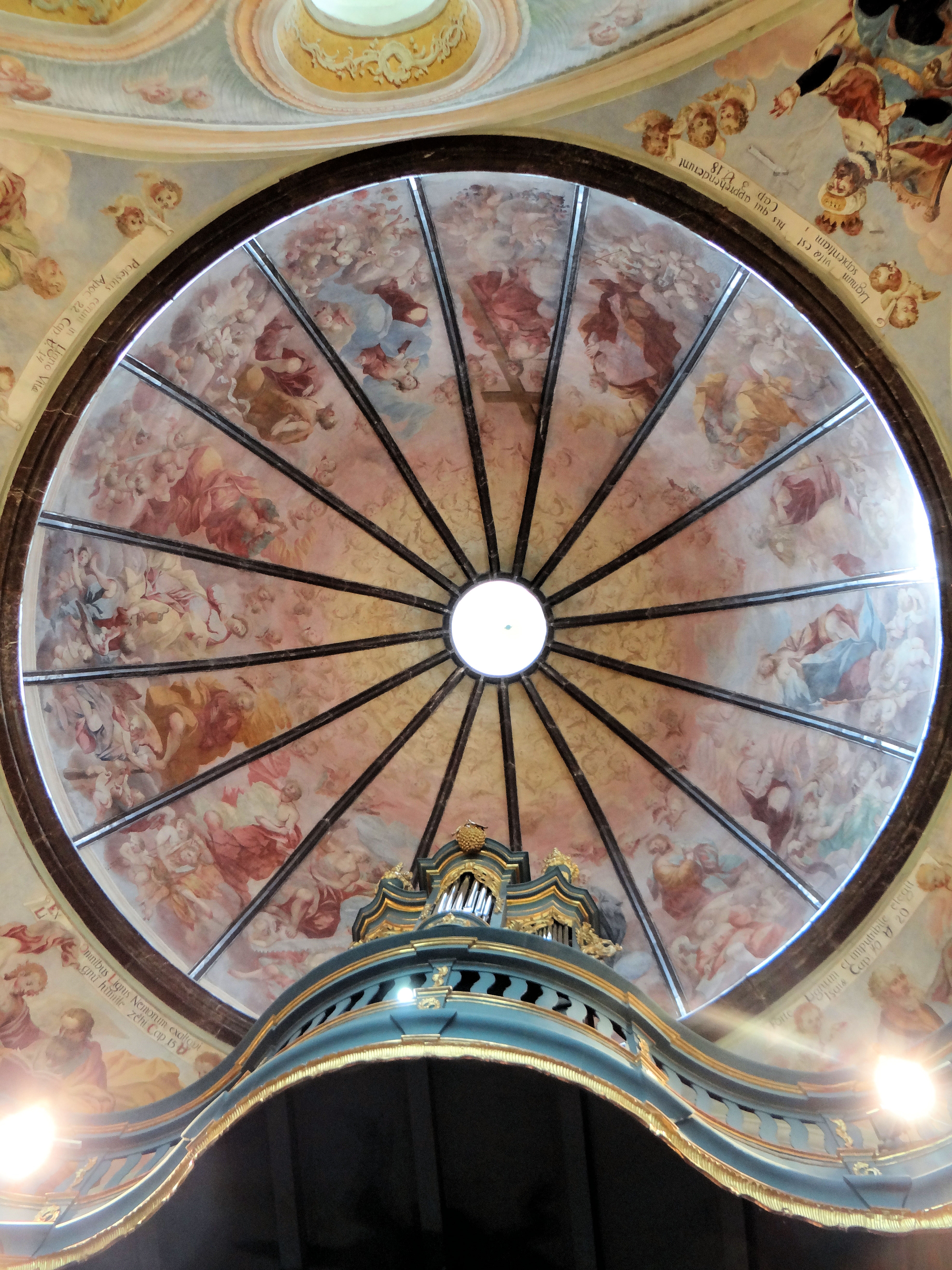
Kaplica Oleśnickich – polichromia z XVIII w.
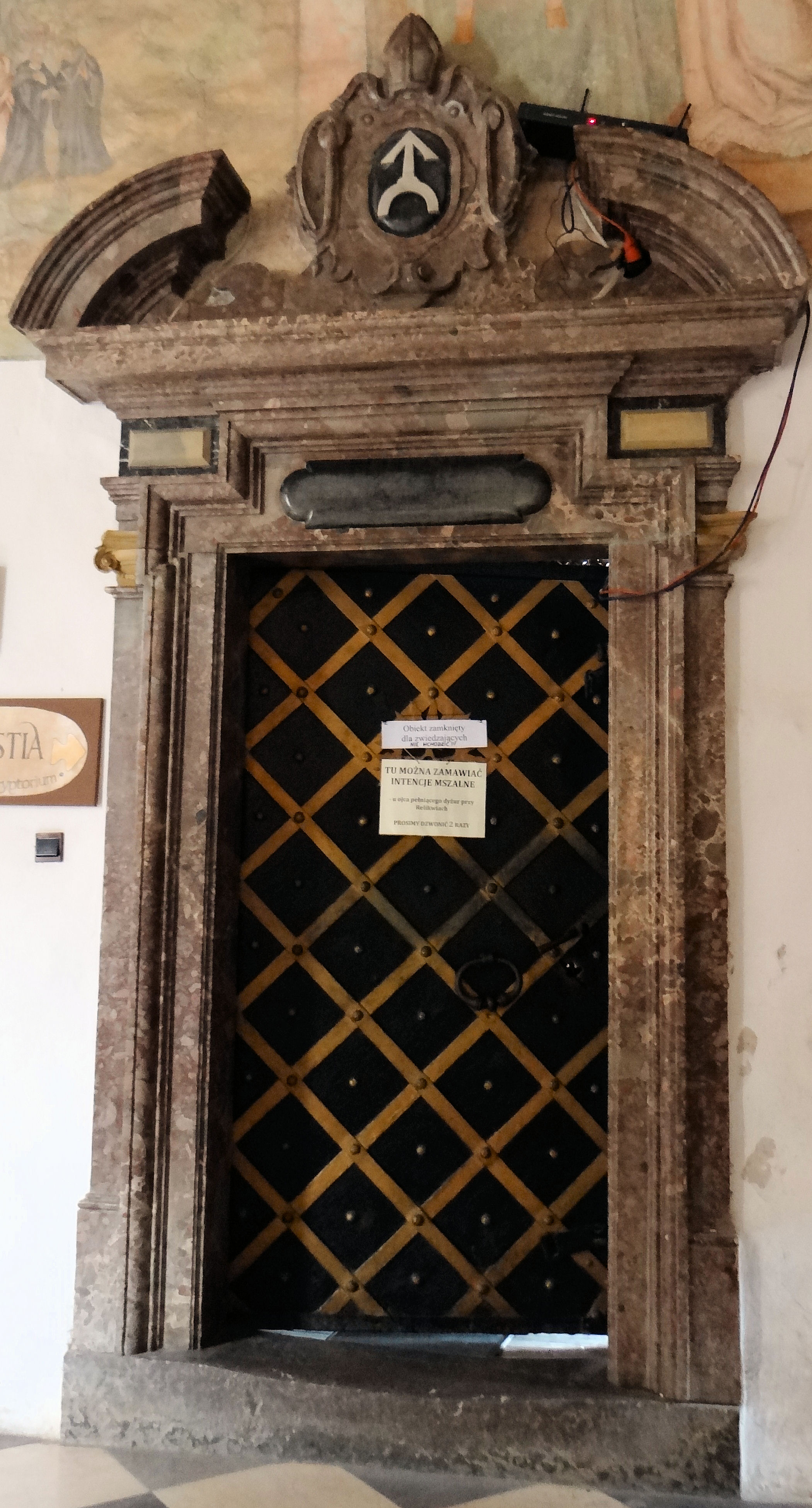
Portal barokowy do Zakrystii
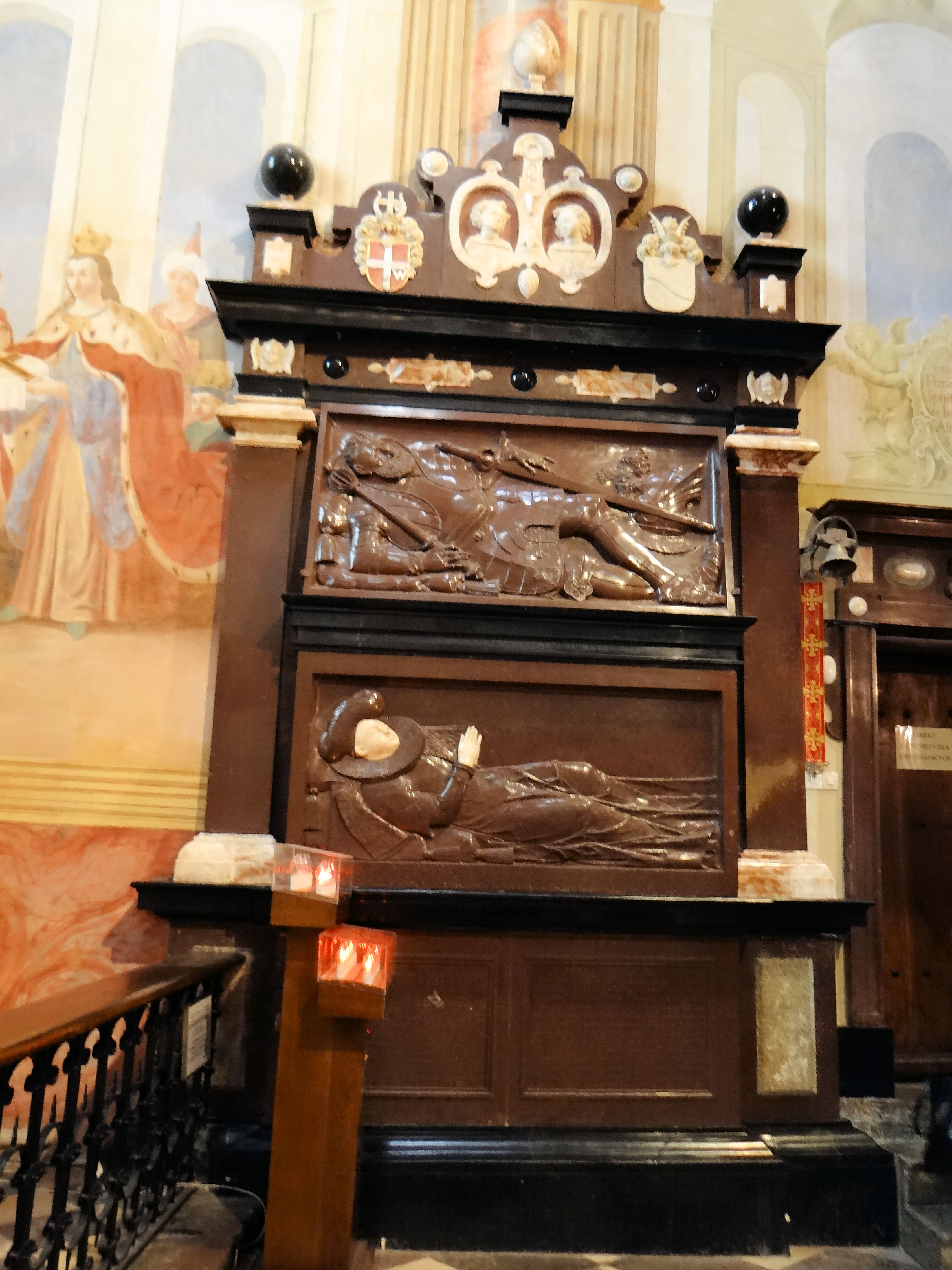
Nagrobek Oleśnickich z XVII w.
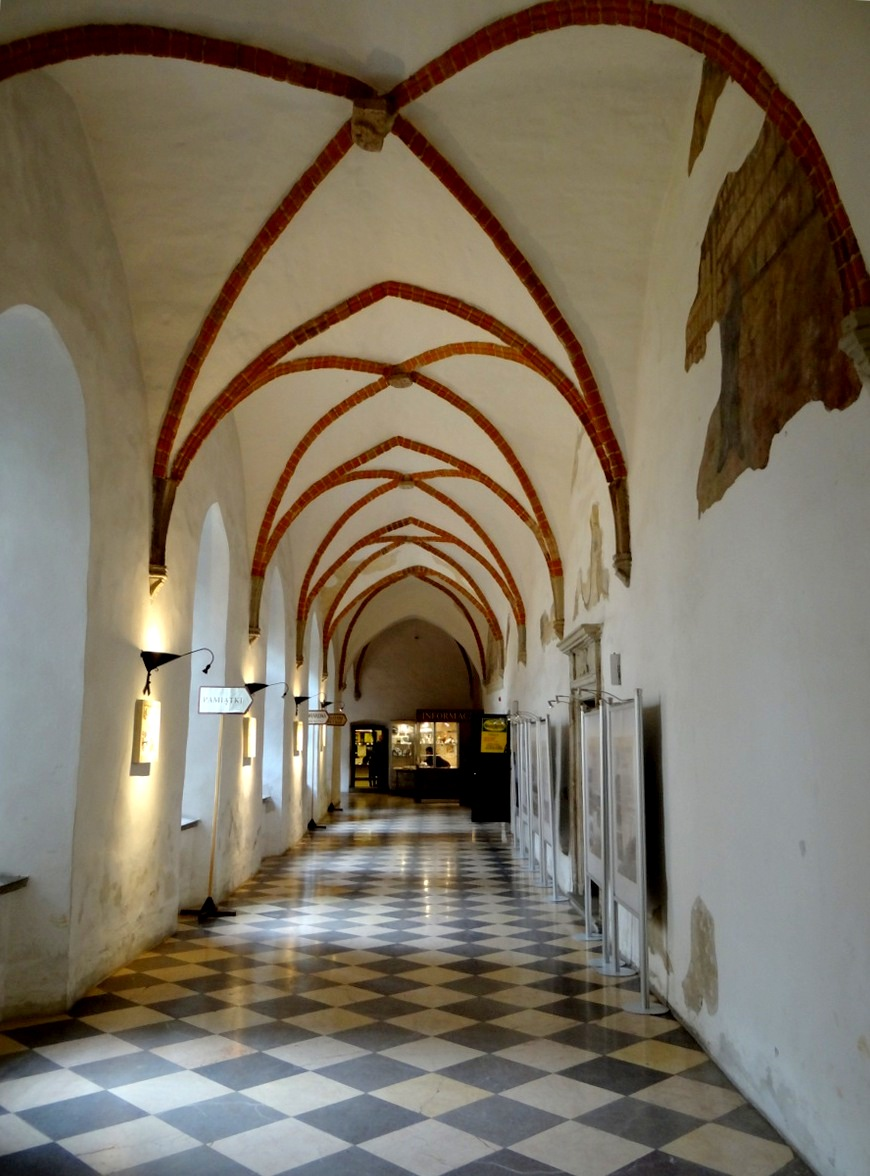
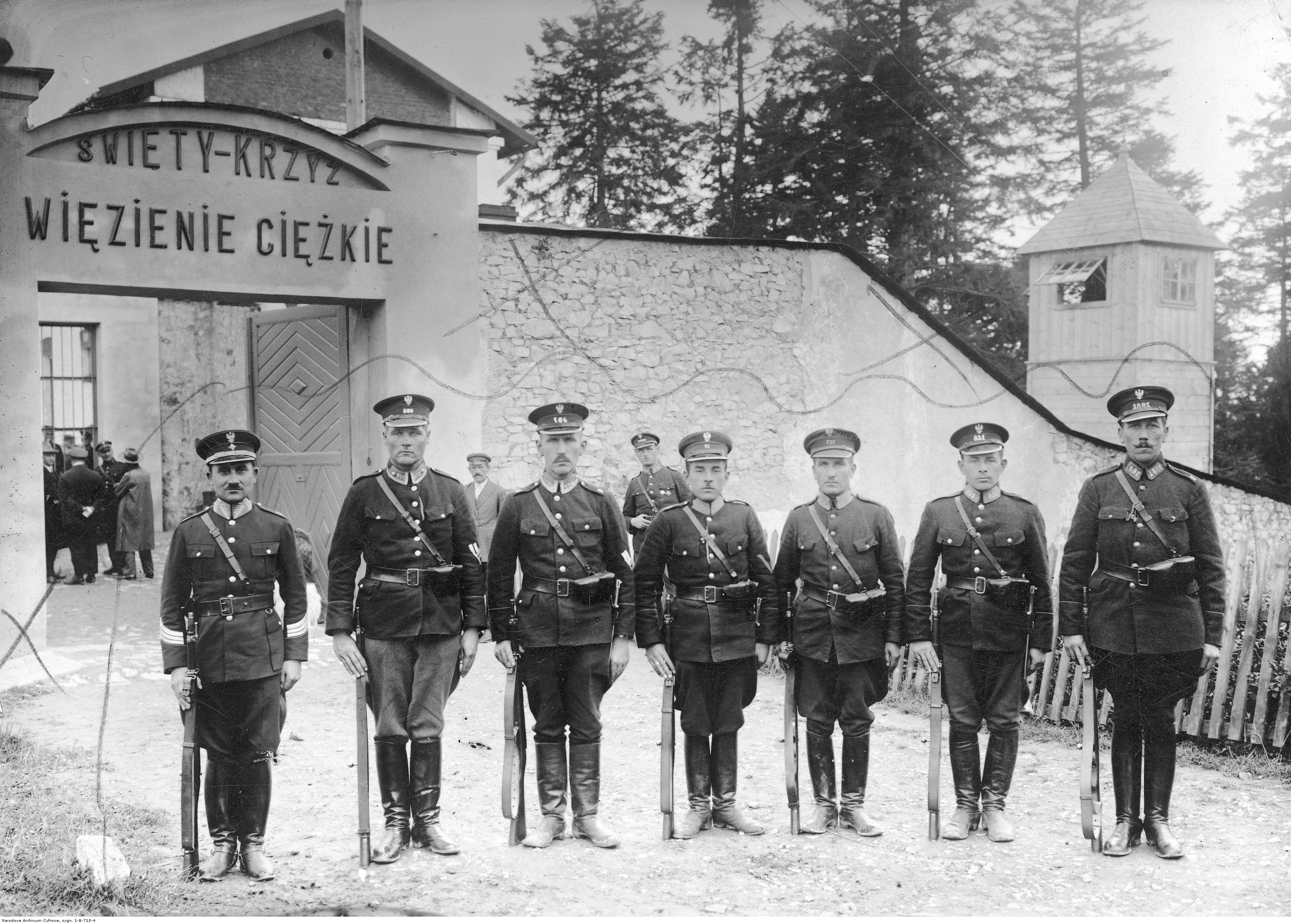
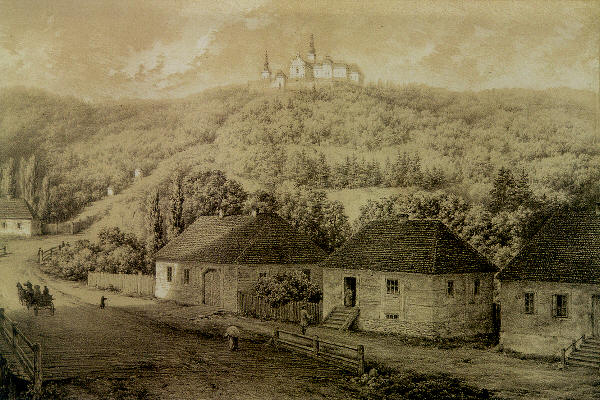